# William Stickney
Pour les articles homonymes, voir Stickney.
William Arthur "Art" Stickney, né à Saint-Louis(Missouri) le 25 mai 1879 où il meurt le 12 septembre 1944, est un golfeur américain. En 1904, il remporte une médaille d'argent en golf aux Jeux olympiques de St. Louis, dans la catégorie par équipe. 